# Asociación Venezolana de Ciencia Ficción y Fantasía
La Asociación Venezolana de Ciencia Ficción y Fantasía (AVCFF) es un grupo dedicado a la divulgación, discusión y creación de literatura de ciencia ficción, la fantasía y terror creado en 1984 en Venezuela.

## Historia
Tuvo su origen en UBIK, club de ciencia ficción creado por estudiantes de ingeniería de la Universidad Simón Bolívar en Venezuela. Esta asociación fue fundada el 24 de mayo de 1984 como club, pero a partir de 1997 tomó un carácter independiente de la universidad, para constituirse como asociación sin fines de lucro.
Sus miembros fundadores fueron: Cesar Villanueva, José Ramón Morales, Imre Mikoss, Rafael Escalona, Wilfredo Puignau, Miguel Perozo, Euclides Martínez, Miguel Márquez, Freddy Beder, Juan Carlos Aguilar y Fillis Fazzino. Luego se sumarían a este equipo de forma muy activa: Orangel de Abreu, Víctor Pineda, Jorge de Abreu, Yamil Madi, y Manuel McLure.
Dentro de sus actividades más importantes se encuentra la organización de un concurso literario anual que ha sido el origen de numerosos relatos y algunas publicaciones periódicas dedicadas a los géneros literarios en el espacio de 1986 y 2002.
Actualmente, este concurso se denomina Premio de Abreu, en honor a Jorge de Abreu, cultor y defensor de la literatura de género en Venezuela.
Una porción de los miembros de la asociación realizaron a su vez iniciativas distintas en divulgación y desarrollo de los géneros, siendo responsables de revistas como El Lado Obscuro y Crónicas de la Forja además de promover numerosos talleres literarios. 
La asociación mantiene un constante intercambio de estrecha colaboración con otras asociaciones afines como la Asociación Mexicana de Ciencia Ficción y Fantasía, y la Asociación Española de Ciencia Ficción Fantasía y terror.
También realizaron actividades de producción audiovisual.

## Publicaciones
A pesar de que no pudieron materializar una antología en formato libro. Publicaron durante su existencia activa varias revistas dedicadas al género de la ciencia ficción y la fantasía, tanto en papel como en digital: la revista Cygnus y Ubikverso fueron las primeras de ellas, Necronomicón (probablemente la más relevante en cuanto a calidad de contenido, tiempo de duración y divulgación donde más de 60 escritores de habla hispana aparecieron la Revista de Ciencia Ficción, Temporal y la Gaceta de UBIK como medio informativo menor.